# Johan Palm
För andra betydelser, se Johan Palm (olika betydelser).
 Karl Johan Viktor Palm, född 3 mars 1992 i Mjölby i Östergötlands län, är en svensk sångare som deltog i Idol 2008, där han slutade på fjärde plats. Under sin tid i Idol skapade Palm med sin androgyna och oskyldiga framtoning stor flickhysteri. Ändå räckte inte detta till en plats i finalen, då han blev utröstad i kvartsfinalen.
Palm sökte sig till Idol, via den så kallade "Sista chansen", där deltagare som inte kunnat eller hunnit söka sig till Idol "den vanliga vägen". Han skickade in sitt bidrag, The Verve-covern The Drugs Don't Work på Idols hemsida, bara några timmar innan anmälningstidens slut. Han blev en av två utvalda som fick en guldbiljett, även om han fick Laila Bagges namn signerat på sin arm istället för guldbiljett, då de var slut.

## Skivkontrakt
En månad efter Idol var slut, den 31 januari 2009, tillkännagavs det att Palm hade skrivit kontrakt med Sony Music. Palms första singel Emma-Lee släpptes den 8 april samma år, och nådde en förstaplats på Sverigetopplistan. Palms debutalbum My Antidote släpptes den 20 maj och innehöll låtar med text och/eller musik av Niklas Frisk, Linda Sundblad, Peter Kvint, Tobias Gustavsson, Mårten Eriksson, Lina Eriksson och John ME. Några låtar har även Palm skrivit själv.
Under sommaren 2009 åkte Johan Palm runt och signerade skivor och spelade samtidigt på en sommarturné tillsammans med sitt band, där även hans äldre bror Henrik Palm medverkar på gitarr och sång. Den 30 juni 2009 medverkade Palm i Allsång på Skansen, den 5 juli samma år på Olins allsång i Skara och den 27 juli samma år i Lotta på Liseberg. Johan Palm slutade sin sommarturné den 20 augusti 2009 på Gröna Lund i Stockholm. Han har åkt till skolor och diskotek och uppträtt, bland annat Lusserocken i Lerum den 11 december 2009.

## Diskografi
- 2009 - My Antidote

### Singlar
| Releasedatum     | Låt                                    | Sverige | Album       |
| ---------------- | -------------------------------------- | ------- | ----------- |
| 8 april 2009     | Emma-Lee                               | 1       | My Antidote |
| 4 september 2009 | All The Time In The World - Radio Edit | -       | My Antidote |

## Övrigt
Johan Palm medverkar några korta sekunder i videon till låten Generation Wild av Crashdiet.
Johan Palm har bosatt sig i Växjö, där han till vardags arbetar som audionom på Centrallasarettet. År 2023 var han med i Mauri Hermundssons program Mauri – vad hände sen? på TV4, där man fick en så kallad "inblick" i om vad som hade hänt med Palm, cirka femton år efter hans Idolmedverkan.